# Concilie van Arles (353)
Het Concilie van Arles werd in 353, mede op verzoek van paus Liberius bijeengeroepen door keizer Constantius II in Arles.
De paus wilde beschuldigingen die opnieuw tegen Athanasius in omloop waren gebracht, te laten veroordelen. Maar Constantius, die sinds 350 alleenheerser geworden was, had daarentegen het plan opgevat het 'homo-ousios' weer uit de geloofsbelijdenis te laten schrappen. Daartoe had hij twee bisschoppen als handlanger, Valens van Mursa en Ursacius van Singudinum (Belgrado). Zij hadden tevoren een besluit opgesteld waarin Athanasius veroordeeld werd en vrijwel alle bisschoppen, inclusief de pauselijke legaten, bezweken voor de door Constantius uitgeoefende druk.
De paus stuurde vervolgens bisschop Lucifer van Cagliari naar de keizer om een nieuw concilie bijeen te laten roepen. Constantius stemde hiermee in, maar hij bleek slechts van plan te zijn dit komende Concilie van Milaan in 355 te gebruiken om de weinige bisschoppen die in Arles nog weerstand hadden geboden, ook 'in het gareel' te krijgen.